# ベラ・ベトロワ
ベラ・ベトロワ（Ве́ра Алекса́ндровна Ве́трова、ラテン翻記・Vera Alexandrovna Vetrova、旧姓・ウリャキナ（Ulyakina）、1986年8月21日 - ）は、ロシアの女子バレーボール選手である。

## 来歴
2009年にロシア代表に初選出され、2010年に日本で開催された世界選手権で金メダルを獲得した。その他、2011年のワールドグランプリ、欧州選手権、リオデジャネイロオリンピックなどに出場した。
クラブレベルでは、ロシア・バレーボール・スーパーリーグのStinol Lipetsk 、ディナモ・カザンを経て2011年からディナモ・モスクワに所属している。

## 私生活
ベラはAndrey Vetrovと結婚しており、妊娠のために2011年の大半と2012年の前半は産休で欠場した。2012年11月1日、男子が誕生している。

## 球歴
- ナショナルチーム
  - オリンピック - 2016年 5位
  - 世界選手権 - 2010年 金メダル
- クラブ
  - ディナモ・カザン
    - ロシアカップ - 2010年 金メダル
    - ロシア選手権 - 2010/11年 金メダル

  - ディナモ・モスクワ
    - ロシアカップ - 2011年 金メダル、2013年 金メダル、2016年 銀メダル
    - ロシア選手権 - 2011/12年 銀メダル、2013/14年 銀メダル、2014/15年 銀メダル、2015/16年 金メダル、2016/17年 金メダル

## 所属チーム
- Stinol Lipetsk（2002-2009年）
- ディナモ・カザン（2009-2011年）
- ディナモ・モスクワ（2011-2012年、2013-2018年）
- ディナモ・クラスノダール（2020-2021年）
- ディナモ・カザン（2021-2022年、2023-2024年）